# Кириллова (деревня)
Кири́ллова — деревня в Ирбитском муниципальном образовании Свердловской области России. 

## География
Деревня Кириллова находится в 12 километрах (по дорогам в 14 километрах) к западу-юго-западу от города Ирбита, на правом берегу реки Ирбит (правого притока реки Ницы). На северо-востоке деревушка граничит с соседней деревней Чусовляны, расположенной чуть ниже по течению реки Ирбит. В двух километрах к востоку от деревни Кирилловой проходит автотрасса Камышлов — Ирбит, а в трёх километрах к югу-юго-востоку расположен остановочный пункт Кириллова Свердловской железной дороги.

## Население
| 2002 | 2010 | 2021 |
| ---- | ---- | ---- |
| 218  | ↗228 | ↘188 |